# آنچه پیشخدمت دید (نمایش)
آنچه پیشخدمت دید (انگلیسی: What the Butler Saw) یک لوده‌گری دوپرده‌ای است، نوشتهٔ جو اورتن. او کار بر روی نمایشنامه را از سالِ ۱۹۶۶ میلادی آغاز کرد و آن را در ژوئیهٔ ۱۹۶۷، یک ماه پیش از مرگش، به پایان رساند. این نمایش در ۵ مارس ۱۹۶۹ در تئاتر کویینز لندن افتتاح شد. پس از آخرین نمایش اورتن، این نمایش از بازی‌های خاک‌سپاری در سال ۱۹۶۸، دومین نمایشنامه پس از مرگ او بود.